# Медвежьегорский автобус
Медвежьегорский автобус — система автобусного транспорта города Медвежьегорск.

## История

### Довоенный период
В июне 1926 года открыт автобусный маршрут «Медвежьегорск — Повенец».
С 1929 года было организовано автобусное движение по маршрутам «Повенец — Морская Масельга», «Повенец — Чёлмужи».
С 1930 года было организовано автобусное движение по маршруту «Медвежья гора — Шуньга».
С 1931 года было организовано автобусное движение по маршруту «Медвежья гора — Поросозеро».

### Послевоенный период
В 1947 году было восстановлено движение по маршруту «Медвежьегорск — Повенец», а также открыты маршруты «Медвежьегорск — Чёлмужи — Римское», «Медвежьегорск — Паданы».
В 1953 году был открыт маршрут «Медвежьегорск — Пиндуши». Примерно в это время появляется первый городской маршрут.
С 1 октября 1954 года снижена стоимость проезда на маршруте «Медвежьегорск — Повенец» до 3 руб. 45 коп.

### Советский период
На момент 1966 года в Медвежьегорске работало 4 городских маршрута:
- № 1 «Вокзал — Кожпром»;
- № 2 «Вокзал — пос. Пудожский»;
- № 3 «пос. Первомайский — Щебзавод»;
- № 4 «Вокзал — Щебзавод».

Маршруты обслуживались силами семи автобусов.
В 1991 году от Медвежьегорского порта автобусы следовали до Лавас-губы, Пергубы, Предмедгорского.

### Постсоветский период
С 2004 года в городе начал работу частный перевозчик ИП Виноградов В. В вместо закрывшейся Автоколонны № 1365.
В 2006 году в городе продолжали работу маршруты № 1, № 1а, № 2, № 3, № 3а, № 4.
В 2013 году в Медвежьегорске продолжали работу маршруты № 1, № 2, № 3, № 4.
В 2020 году были поставлены новые автобусы, а также заключен новый договор, по которому администрация города оплачивала перевозчику работу на убыточных маршрутах. Благодаря этому с 5 ноября 2020 года был восстановлен маршрут № 4.
С 25 декабря 2023 года автобусы перестали выезжать на маршруты № 2 и № 4 в связи с отсутствием субсидий для их работы. На следующий день маршруты восстановили работу.
С 9 января 2025 года на маршруты № 2 и № 4 вышли автобусы МУП «МЭСП».

## Современное состояние

### Маршрутная сеть
На 13 апреля 2025 года в городе работали четыре городских маршрута:
- № 1 «Вокзал — Пиндуши-Школа»;
- № 2 «Вокзал — Станция Вичка»;
- № 3 «Вокзал — Поселок Первомайский (часть рейсов до Лавас-губы)»;
- № 4 «Вокзал — Поселок Дорожников.

Также, действует пригородная сеть, соединяющая Медвежьегорск с Челмужами, Немино-3, Сергиево, Повенцом, Толвуей, Паданами и Великой губой.
Также, Медвежьегорск автобусами связан с Петрозаводском, Сегежей, Кондопогой, Пудожем и Костомукшей.

### Перевозчики
Список работавших и работающих перевозчиков в Медвежьегорске:
- МУП «МЭСП», обслуживает маршруты № 2, № 4[12] и пригородные рейсы в Сергиево.
- ИП Виноградов В. В, обслуживает маршруты № 1, № 3, пригородные и междугородние линии. Ранее работал на маршрутах № 1а, № 2, № 3а, № 4.
- Автоколонна № 1356, обслуживала маршруты № 1, № 2, № 3, № 4, пригородные и междугородние линии.